# موخوره
موخوره یا اسپلیت اندز (به انگلیسی: Split ends) دوشاخه شدن انتهای مو، ناشی از آسیب فیزیکی (تروما یا حرارت) یا آسیب شیمیایی به مو است و در بانوان شایع‌تر است. لایه محافظ مو در فیبرهای انتهایی مو از بین می‌رود، در نتیجه قسمت انتهایی مو چند شاخه و شکننده می‌شود. این آسیب می‌تواند از سشوار زدن زیاد،اتو کردن بیش از حد استفاده از برس های فلزی  برس زدن مکرر با برس زبر، رنگ کردن مکرر مو و دکلره کردن، شامپوهای اسیدی یا قلیایی، فر دائمی و… ناشی شود. موهای خشک و خیلی چرب بیشتر دچار این مشکل می‌شوند.

## انواع موخوره
انواع مختلفی از موخوره ممکن است رخ دهد که هر کدام ناشی از علت خاصی است. در ادامه به بررسی انواع آن و علت ایجاد می‌پردازیم:
موخوره جوان: اوایل ایجاد موخوره آغاز می‌شود.
موخوره معمولی: به دلیل آسیب دیدگی و سوزاندن موها
موخوره پیر یا شاخه دوبل: بیشتر به دلیل استفاده از رنگ مو و مواد شیمیایی رخ می‌دهد که نیاز به بررسی سریع و مراقبت دارد.
موخوره دراز: بیشتر صدمه به کوتیکول مو وارد می‌شود.
موخوره درختی: بیشتر به دلیل در معرض مستقیم نور خورشید قرار گرفتن رخ می‌دهد.

موخوره گره ای: به دلیل استفاده از سشوار و اتوی مو با حرارت بالا رخ می‌دهد.

انواع مختلف موخوره
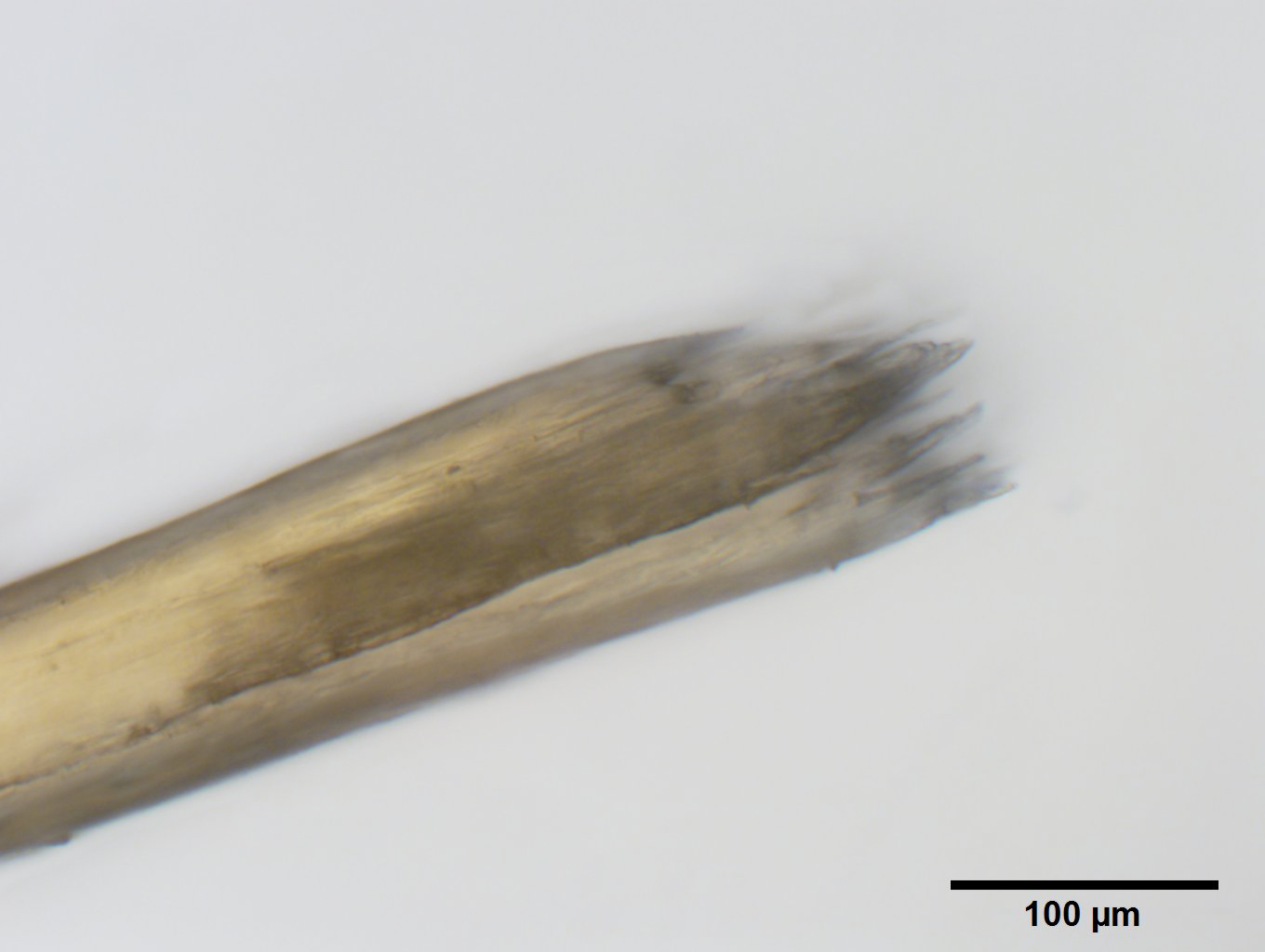
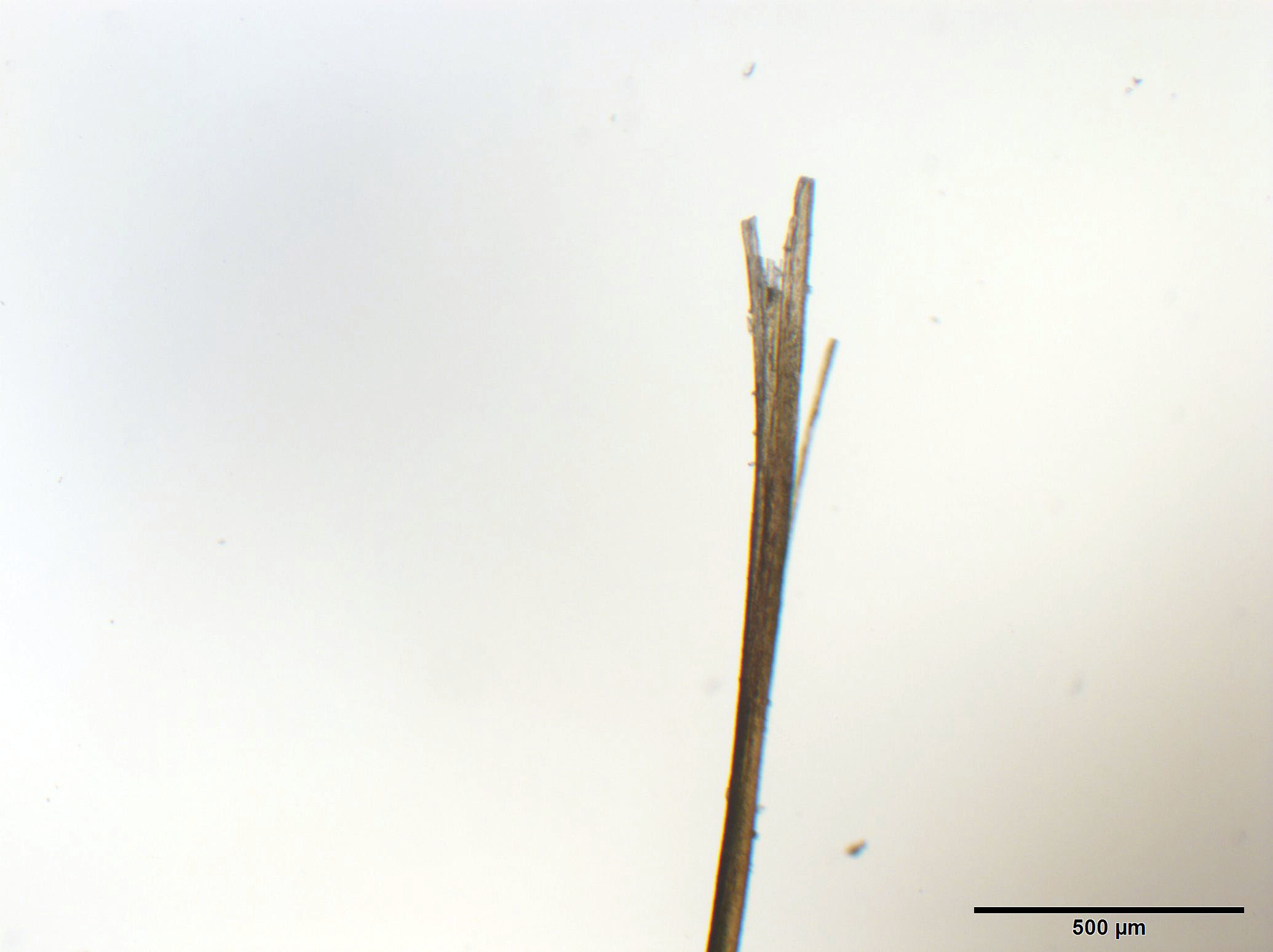
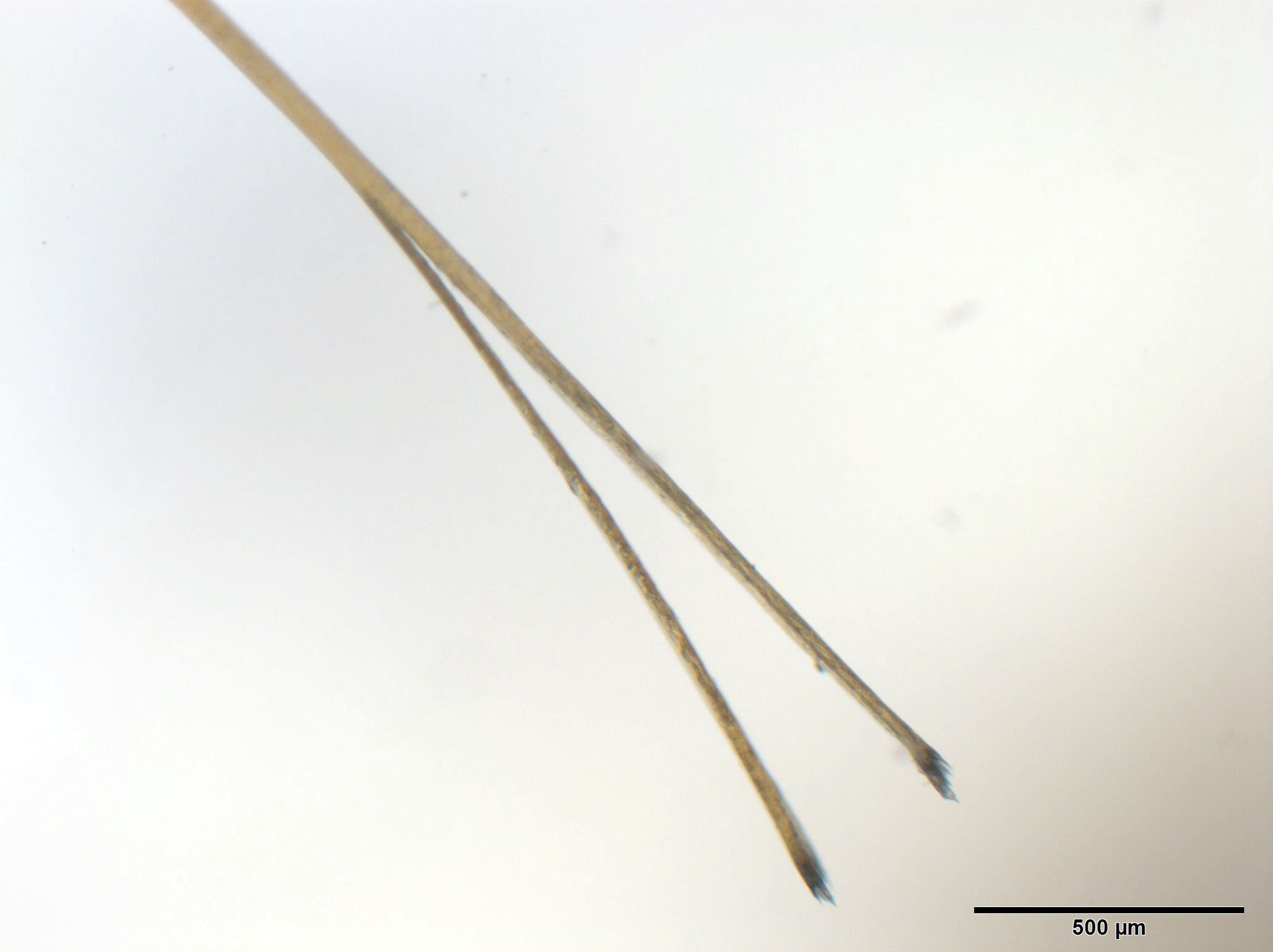
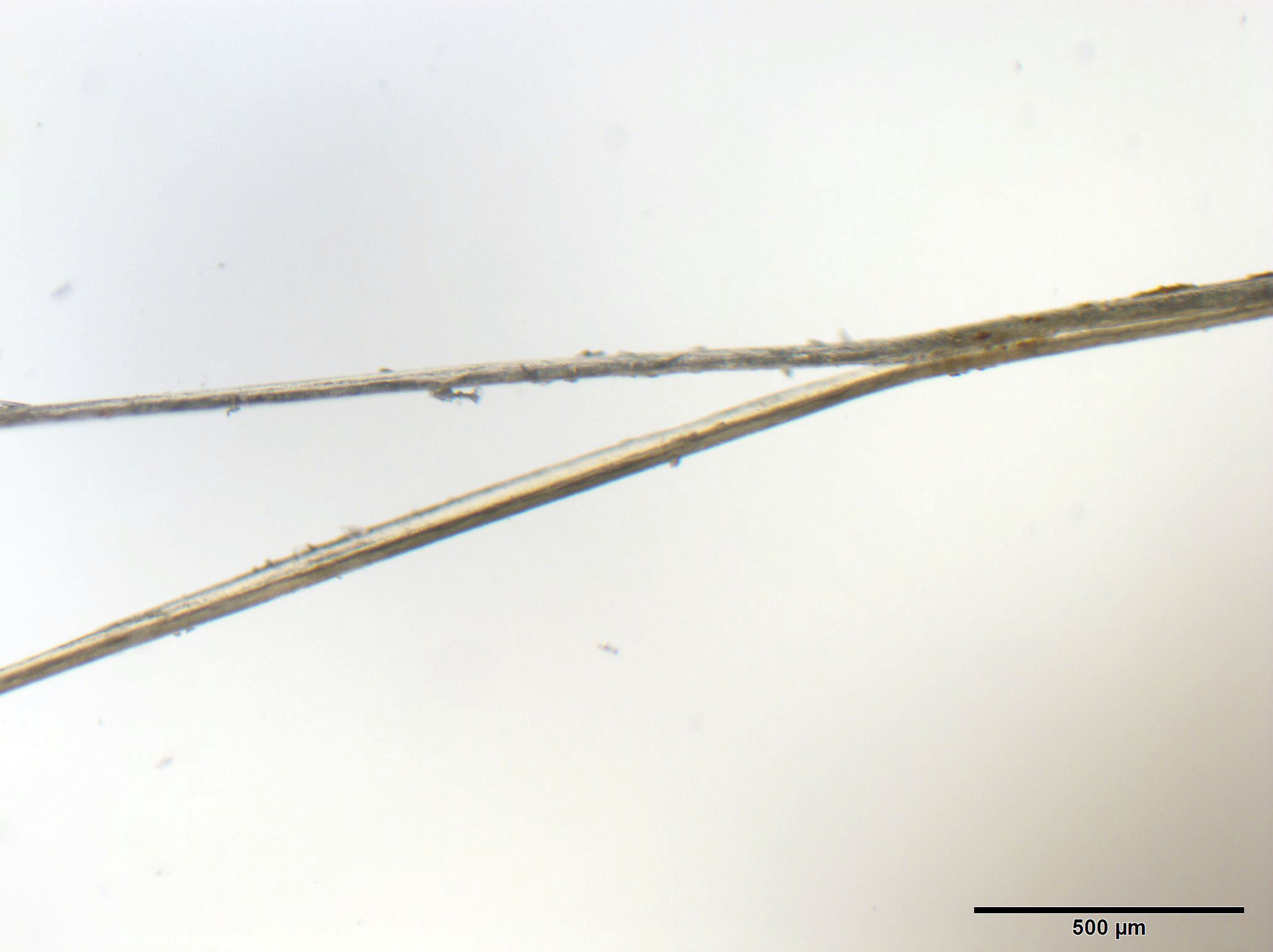

## درمان
برای موخوره درمان قطعی وجود ندارد و تنها راه خلاص شدن از آن کوتاه کردن موها می‌باشد اما با استفاده از برخی روش‌های خانگی، گیاهی و رعایت نکات مراقبت از مو می‌توان از موخوره جلوگیری کرده و در برخی موارد آن را درمان کرد. باید موها را کوتاه کرد و از تحریک فیزیکی مو اجتناب کرد. پیشگیری با اجتناب از آسیب به مو است. بعد از استحمام اجازه دهید موها بدون وسایل گرمایی به مرور زمان یا با حوله خشک شوند و از شانه کردن موها در حالی که کاملاً خیس است، خودداری کنید، زیرا شانه کردن موهای خیس مانند نوشتن با خودکار بر کاغذ خیسی است که آن را پاره می‌کند، با شانه‌های دنده چوبی موها را شانه کنید، از شانه کردن مستمر و مداوم و با فشار و کشش موها خودداری کنید، آب داغ و شانه کردن موها در حمام موجب آسیب جدی به موهاست، بهتر است در هنگام شانه کردن موهایتان کمی نرم و مرطوب باشند.
مصرف مایعات فراوان و آبمیوه را که موجب تأمین رطوبت پوست سر است فراموش نکنید. موهای چند شاخه را از قاعده محل چند شاخه شدن بچینید. اگر موها بسیار خشک است (بخصوص انتهای موها) را با روغن مخصوص مو بادام، زیتون یا لعاب کتیرا مرطوب و نرم کنید.